# №
Pour les articles homonymes, voir Numéro (homonymie).
Le symbole numéro № est un symbole typographique du numéro utilisé notamment dans l’écriture cyrillique, notamment en russe et d’autres langues slaves, et dans certaines normes asiatiques.
L’équivalent abrégé du mot « numéro » en français est « no  » (la lettre N en bas-de-casse suivi de la lettre O en bas-de-casse et en exposant) et « nos  » pour « numéros » (en rajoutant la lettre S en bas-de-casse et en exposant à la suite de la lettre O).